# Tottenham Hale

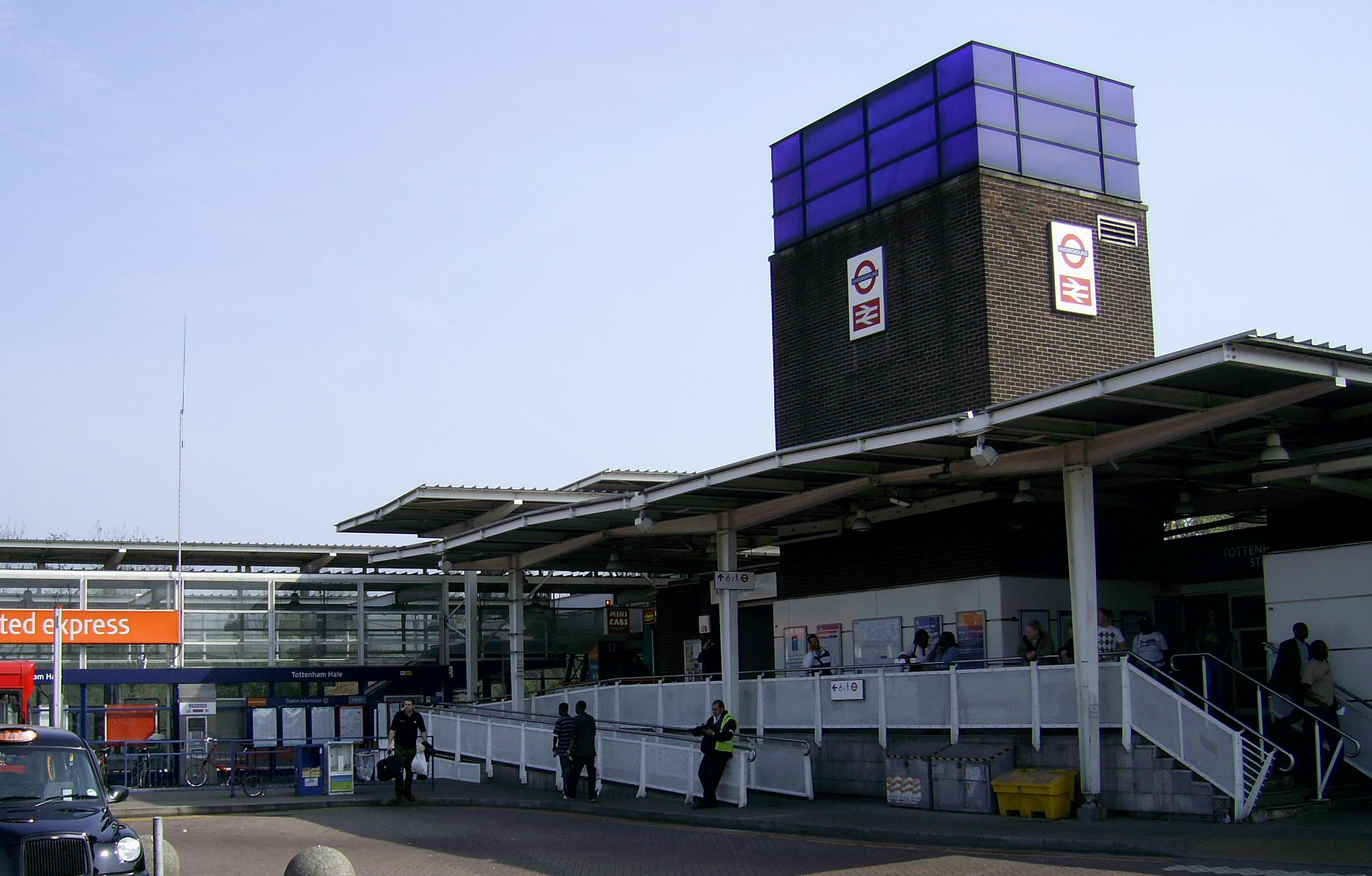
Stazione ferroviaria di Tottenham Hale

Tottenham Hale è un quartiere situato nell'area di North London, nel borgo londinese di Haringey, circa 10 chilometri a nord-est di Charing Cross. 
Il quartiere, come pure South Tottenham, non è altro che una ripartizione statistico-amministrativa della più ampia zona di Tottenham, con la quale è storicamente un tutt'uno e dalla quale fu nominalmente separata nel 1965 solo perché Tottenham nel suo complesso eccedeva di gran lunga la popolazione media richiesta per un omogeneo sezionamento di Haringey.